# لوکاس کاسترو
لوکاس کاسترو (انگلیسی: Lucas Castro؛ زادهٔ ۹ آوریل ۱۹۸۹) بازیکن فوتبال اهل آرژانتین است.
از باشگاه‌هایی که در آن بازی کرده‌است می‌توان به باشگاه فوتبال کالیاری، باشگاه فوتبال کاتانیا، باشگاه فوتبال جیمناسیا لاپلاتا، باشگاه فوتبال کیه‌وو ورونا، و باشگاه فوتبال راسینگ کلوب آویاندا اشاره کرد.